# Agrostis hillebrandii
Agrostis hillebrandii é uma espécie de gramínea do gênero Agrostis, pertencente à família Poaceae.